# Vantablack

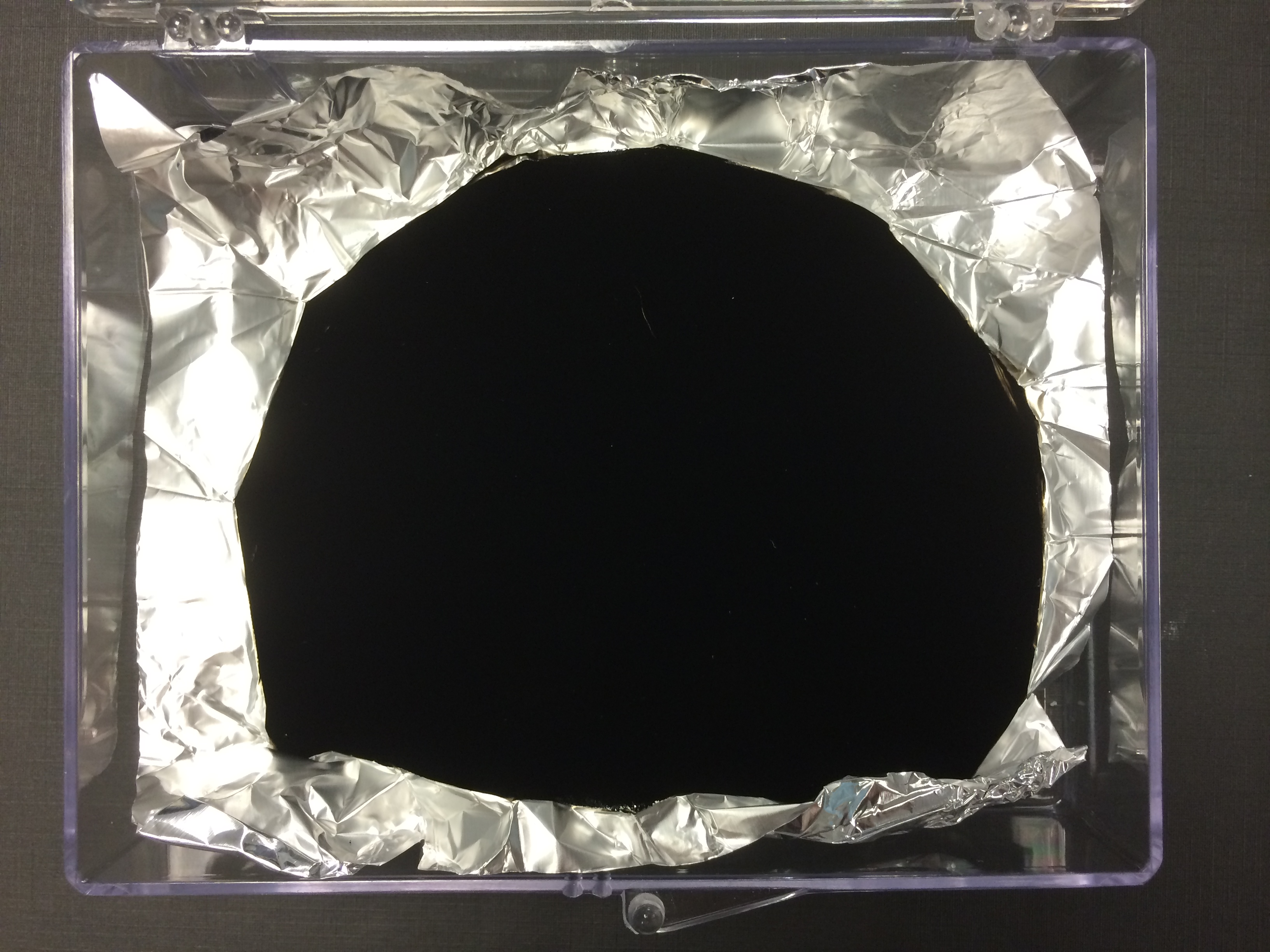
Vantablack pe o folie de aluminiu

Vantablack este un material făcut din nanotuburi de carbon și cu o absorbție maximă de 99,965% din radiație, este cea mai neagră substanță cunoscută. Acest material reprezintă o „pădure” de nanotuburi verticale. Când lumina atinge suprafața vantablack-ului, în loc să se reflecte înapoi aceasta devine prinsă în interior și este continuu refractată între nanotuburi până când se transformă în căldură.

## Etimologie
Denumirea materialului provine de la acronimul din engleză Vertically Aligned NanoTube Arrays, plus «black» (din engleză negru).

## Dezvoltare
Dezvoltarea inițială a fost efectuată la Laboratorul Național de Fizică din Marea Britanie, deși termenul VANTA a fost inventat ceva mai târziu. În prezent substanța este dezvoltată de Surrey NanoSystems.

## Aplicații
Această substanță are multe aplicații potențiale, printre care prevenirea intrării luminii accidentale în telescoape și îmbunătățirea performanțelor camerelor video în infraroșu, atât pe Pământ cât și în spațiu.
Ben Jensen, ofițerul-șef pe tehnologie de la Surrey Nanosisteme, a explicat:
„De exemplu, ea reduce lumina „rătăcită”, îmbunătățește capacitatea telescoapelor sensibile pentru a vedea cele mai mici stele... Reflexia sa ultra-scăzută îmbunătățește sensibilitatea instrumentelor terestre, spațiale și aeropurtare.

Vantablack poate spori, de asemenea, absorbția de căldură a materialor folosite în tehnologia CSP („Concentrated Solar Power”, Energia solară concentrată). O emisivitate aproape de ideal este cu adevărat un progres.”

## Îmbunătățirea substanțelor anterioare

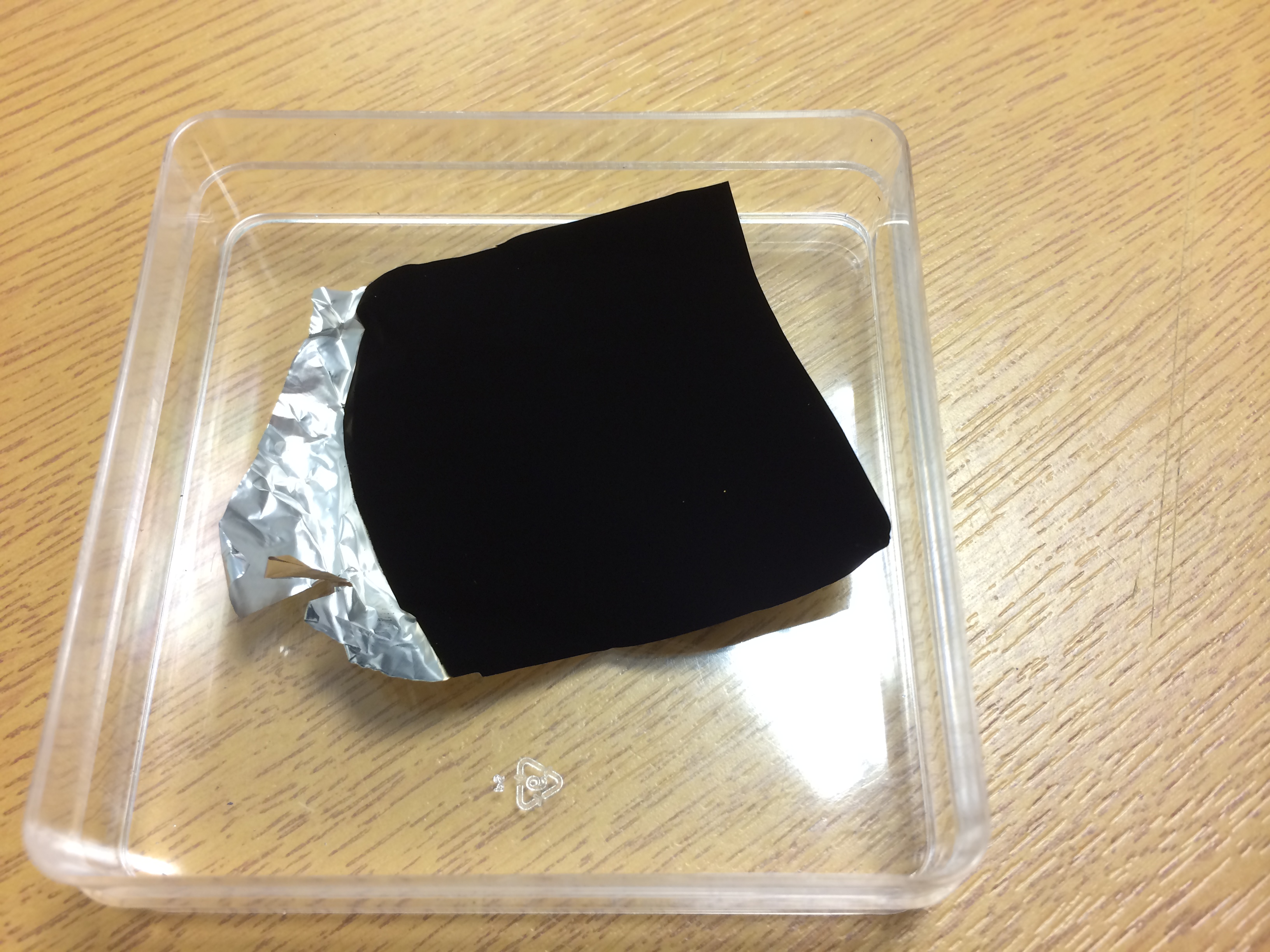
Vantablack pe un suport de sticlă, care reflectă lumina

Vantablack este o îmbunătățire față de substanțele dezvoltate anterior. Cărbunele de lemn reflectă 4% din lumina incidentă. A doua cea mai absorbantă substanța a radiației o poate absorbi aproape integral, fără doar 0,04%, iar vantablack-ul doar 0,035%. Această substanță poate fi creată la temperaturi de 400°C (752°F). NASA a dezvoltat o substanță similară, care ar putea rezista până la la 750°C (1380°F). Prin urmare Vantablack poate fi utilizat doar la aplicarea pe materiale care pot rezista la temperaturi ridicate.
Degajarea de gaze și nivelul exploziilor particulelor de vantablack este scăzut. Nivelul ridicat al substanțelor similare din trecut a împiedicat utilitatea lor comercială. Vantablack are, de asemenea, o mai mare rezistență la vibrații și are o stabilitate termică mai mare.

## Producerea comercială
În anul 2014 producția a fost ajustată pentru a satisface nevoile cumpărătorilor din sectorul aerospațial și de apărare. Primele comenzi au fost deja livrate.